# 881 (szám)
A 881 (római számmal: DCCCLXXXI) egy természetes szám, prímszám.

## A szám a matematikában
A tízes számrendszerbeli 881-es a kettes számrendszerben 1101110001, a nyolcas számrendszerben 1561, a tizenhatos számrendszerben 371 alakban írható fel.
A 881 páratlan szám, prímszám. Normálalakban a 8,81 · 102 szorzattal írható fel.
Pillai-prím.
A 881 négyzete 776 161, köbe 683 797 841, négyzetgyöke 29,68164, köbgyöke 9,58647, reciproka 0,0011351. A 881 egység sugarú kör kerülete 5535,48626 egység, területe 2 438 381,696 területegység; a 881 egység sugarú gömb térfogata 2 864 285 698,4 térfogategység.
A 881 helyen az Euler-függvény helyettesítési értéke 880, a Möbius-függvényé −1.